# تامئانتسوآ
تامئانتسوآ (به لاتین: Tameantsoa) یک منطقهٔ مسکونی در ماداگاسکار است که در بخش بتیوکی-آتسیمو واقع شده‌است. تامئانتسوآ ۴٬۰۰۰ نفر جمعیت دارد و ۷۸ متر بالاتر از سطح دریا واقع شده‌است.